# Мирко Гаврић
Мирко Гаврић (Београд, 21. децембар 1982) је српски поп певач, композитор и музички продуцент. Издао је два албума и гомилу синглова, и као музичар сарађивао са великим бројем певача са балканске музичке сцене. Учествовао је у ријалити програму Задруга. Има свој музички студио Мирако мјузик у Београду.

## Дискографија

### Албуми
- Бараба (2006, Мега саунд)
- Зрно (2012, Сити Рекордс)[3]

### Синглови
- То није то (2005, Радијски фестивал)
- Оставићу траг (2005, Сунчане скале)
- Ако ти је стало (2010) дует са Јованом Пајић
- Још ћу те волети (2011) дует са Фанки џи
- Папараци (2011) са Анабелом
- Мама (2011) са Мартом Савић и Азисом
- Артемида (2011)
- Соба издаје (2012)
- Не дам на тебе (2012)
- Није до нас (2013) дует са Анабелом
- Љуби, љуби (2013) са Анабелом и Жилетом
- Отело (2016)
- Хајде (2017) дует са Гагом
- На три метра (2018)
- То сам ја (2021)
- Лудача (2021) са Пандом
- Музика (2021) са Иваном Крунић

Остало
- 150 степени (2010) дует са Анабелом, Мирко је у овој песми мушки вокал, мада је песма промовисана као да је отпевао манекен Младен Радуловић

Као продуцент и аранжер радио је следеће песме: Све ме још сећа на нас (Тропико бенд), Сто ратова (Миа и Анабела), Мало је (Ацо Пејовић), Најбољи град на свету (Адил), Кафанска (Жељко Шашић), Мој драги (Анабела), Непар (Џенан Лончаревић), На сав глас (Давор Марковић), За тебе увијек бићу ту (Дадо Полумента), Не долази у снове (Мирза Селимовић), Нокаут (Миле Китић) и друге.